# Larson (bokförlag)
Larson eller Larsons förlag är ett svenskt bokförlag i Täby som grundades 1971 av Robert Larson (de första titlarna kom dock under andra halvåret 1970). Förlagets inriktining är andlig utveckling och närliggande områden. Förlaget är den svenska utgivaren av Paul Bruntons böcker. Enligt Aftonbladets recensent faller sådan utgivning inom genren självhjälp. En etablerad svensk författare som utgav en bok på Larsons är Sven Fagerberg.